# Carolyn Hennesy
Carolyn Hennesy (Los Angeles, 10 de junho de 1962) é uma atriz norte-americana, filha do ganhador do Oscar de melhor direção de arte Dale Hennesy, sobrinha da atriz Barbara Rush e prima da reporter Claudia Cowan.
Atualmente estrela as séries General Hospital e Cougar Town e faz participações especiais em Jessie (série de televisão).